# Шахрисабзький район
Шахрисабзький район (узб. Шаҳрисабз тумани, Shahrisabz tumani) — район у Кашкадар'їнській області Узбекистану. Розташований на сході області. Утворений 29 вересня 1926 року. Центр — місто Шахрисабз.